# Зърнено-житни култури
Зърнено-житните култури (англ. cereal, нем. Getreide, рус. зерновые культуры) са група културни растения от семейство Житни (Poaceae), използвани днес за осигуряване на значителна част от прехраната на човечеството. Тези култури се отглеждат в по-големи количества и са източник на повече хранителна енергия в световен мащаб от всяка друга група земеделски култури.
Всички образуват съцветие, наречено клас, на което нарастват и плодовете представляващи зърно, съставено от ендосперм, зародиш и трици. Плодът е основната ядивна част, която е и причина за отглеждането на зърнено-житните култури. Изградени са от хранителни вещества и ценни витамини и микроелементи, а цели или преработени се използват като храна в животновъдството или в хранително-вкусовата промишленост. Зелената част от растенията се използва основно в животновъдството и в по-малка степен в преработвателната промишленост за производство на хартия и други технически цели.
Основният дял от световното производство от зърнено-житните култури се пада на пшеницата, царевицата и ориза. В България са застъпени основно производството на пшеница и царевица. В по-малка степен се произвеждат и ечемик, ръж, тритикале, овес, просо, царевица, сорго, а други от културите имат по-скоро локално значение за определен район, в който са разпространени.

## История
Началото на култивирането на зърнено-житни култури е основен елемент на Неолитната революция, свързана с появата на земеделието, като още в селищата от ранния неолит се наблюдават свидетелства за обработка на зърно. Много от най-ранните неолитни селища са открити в Близкия Изток, където са одомашнени пшеницата и ечемикът. Първите данни за отглеждане на житни култури в Сирия са отпреди 9 хиляди години. По същото време в Китай започва отглеждането на ориз и просо, при което се прилага изкуствено наводняване и изгаряне на гори и храсти, а в Мексико – на царевицата. Сравнително рано започва и използването на подобрители на почвата, като тор, риба, компост и растителна пепел, което се развива самостоятелно в различни части на света, като Месопотамия, Долината на Нил и Източна Азия. Отглеждането на житни култури дава възможност за усядане, нарастване на гъстотата на населението, натрупване на материални блага и появата на градове, като в същото време създава и нуждата от по-сложна обществена организация, свързана с регулиране на правата върху земите и водите за напояване.

## Значение
Значението на зърнено-житните култури може да се обобщи в няколко основни момента:
- Зърното съдържа нужните за осъществяване на жизнената дейност на човека и животните хранителни съставки. Това са белтъчини, незаменими аминокиселини, безазотни екстрактни вещества – основно скорбяла и захари, мазнини, витамини, минерални вещества. Допълнително предимство е, че съотношението между белтъчините и безазотните екстрактни вещества е в рамките на 1:5 – 1:6. То е подходящо за поддържане на жизнените функции на консумиращите го.
- Белтъчините се намират в лесноусвоима форма.
- Полученото зърно може дълго да се съхранява и лесно да се транспортира. Това се дължи основно на ниското съдържание на влага в него (12 – 14%).
- Отпадъците от мелничарската промишленост могат да се използват като част от дажбата на продуктивните одомашнени животни.
- Зелените части на царевицата, соргото, ръжта и тритикалето могат да се използват и за зелено изхранване на животни под формата на силаж, сено и паша.
- Зърното на житните и неговите производи са ценна суровина за хранително-вкусовата, пивоварната и спиртоварна промишленост. Сламата, която се отделя при жътвата е основен груб фураж за преживните селскостопански животни, а също е и суровина за получаване на целулоза и се прилага в производството на хартия.
- Технологията на отглеждане на зърнено-житните култури може изцяло да се механизира. Това качество спомага за високата им икономическа ефективност.
- Житните култури се характеризират с голяма екологична пластичност.

## Категоризация
Поради това, че произходът на зърнено-житните култури, отглеждани в България, е от различни части на света, то и изискванията им по отношение на абиотичните фактори на средата са различни.
По отношение изискванията им към топлинните условия, те се делят на:
- зимни – зимна пшеница, зимен ечемик, зимно тритикале, ръж;
- зимуващи (те са специфична междинна група) – зимуващ ечемик, зимуващ овес, пролетна пшеница, пролетен ечемик, пролетно тритикале;
- ранни пролетни – пролетен ечемик, пролетна пшеница, пролетно тритикале, овес;
- късни пролетни – царевица, просо, сорго, ориз.

По отношение на предназначението на добитото зърно:
- Продоволствени;
- Фуражни;
- Технически;

По отношение на различия в изискванията си към топлината:
- Зърнено-житни на умерения климат (пшеница, ръж, тритикале, ечемик и овес)
- Зърнено-житни на топлия климат (царевица, сорго, ориз и просо).

По отношение изискванията на пролетните зърнено-житни култури към влагата, те се делят:
- влаголюбиви – царевица;
- изискващи през определен период от вегетацията си водно огледало – ориз;
- сухоустойчиви – просо, сорго.

## Световно производство
В таблицата по-долу са посочени количествата произведени зърнено-житни култури през 1961, 2005, 2006 и 2007 година в (млн.тона). Посочени са и две култури, които не спадат към същинските зърнено-житни.
| Вид на културата | Изображение | Световно производство (106) | Световно производство (106) | Световно производство (106) | Световно производство (106) | Забележка |
| Вид на културата | Изображение | 2007                        | 2006                        | 2005                        | 1961                        | Забележка |
| ---------------- | ----------- | --------------------------- | --------------------------- | --------------------------- | --------------------------- | --- |
| Царевица         |             | 792                         | 695                         | 713                         | 205                         | Използва се за храна от населението в Америка и Африка. Основна фуражна добавка към храната за добитъка. Отглежда се основно в Северна Америка, Австралия и Нова Зеландия. В повечето случаи добитата продукция се използва за цели, различни от човешка консумация. |
| Ориз             |             | 659                         | 635                         | 631                         | 285                         | Основна зърнено-житна култура в тропическите и влажните зони на Земята. |
| Пшеница          |             | 606                         | 605                         | 629                         | 222                         | Основна зърнено-житна култура в умерените райони на Земята. Консумира се във всички страни по света, но е основна храна сред жителите на Северна Америка, Европа, Австралия и Нова Зеландия.                                                                         |
| Ечемик           |             | 133                         | 139                         | 141                         | 72                          | Основната част от добивите се използва за малц в пивоварството и животновъдството като храна за добитъка. Произвежда се в райони с по-бедна почва и студен климат, където не е подходящо отглеждането на пшеница.                                                    |
| Сорго            |             | 63                          | 57                          | 59                          | 41                          | Представлява важна хранителна добавка за населението на Азия и Африка. Популярна храна в животновъдството. |
| Просо            |             | 34                          | 32                          | 31                          | 26                          | Сравнително слабо застъпена култура, която е ценна храна за населението в Азия и Африка. |
| Овес             |             | 25                          | 23                          | 24                          | 50                          | В миналото е представлявал основната храна в Шотландия. Днес е популярен по цял свят като храна за закуска. Използва се и като фураж в животновъдството. |
| Ръж              |             | 15                          | 13                          | 15                          | 35                          | Зърнено-житна култура, която расте при по-студен климат. |
| Тритикале        |             | 12                          | 11                          | 13                          | 12                          | Хибридно растение между ръж и пшеница наподобяващо основно на ръж. |
| Digitaria exilis |             | 0.37                        | 0.38                        | 0.36                        | 0.18                        | Зърнено-житна култура отглеждана на ограничени места в Западна Африка и Индия. |
| Обикновена елда  |             | 2.0                         | 2.4                         | 2.1                         | 2.5                         | Не е същински представител на зърнено-житните култури. Произвежда се в Евразия. Има ограничено приложение, застъпено е в диетичното хранене. |
| Киноа            |             | 0.06                        | 0.06                        | 0.06                        | 0.03                        | Не е същински представител на зърнено-житните култури. Расте в района на Андите. |

Царевицата, пшеницата и оризът взети заедно покриват 87% от производство на зърно в световен мащаб и осигуряват 43% от калориите в храната на хората през 2003 г. В същото време се наблюдава значителен спад на производството на овес и ръж спрямо добива им през 1960-те. Съществуват и други зърнено-житни култури, които имат по-скоро локално значение и световният им добив е минимален. Поради тази причина те не са включени в статистиката на ФАО по-горе. Такива култури са:
- Теф (Eragrostis tef) – популярна култура в Етиопия, но е слабо позната в други части на света. Този древен вид зърнена култура е известен в Етиопия от дълги години и е една от основните в страната. Тя е с високо съдържание на целулоза и протеини. Брашното често се използва за приготвянето на традиционната за района инджера. Теф може да се консумира и смлян на грис с шоколад или с плодов аромат. Брашното се влага в производството на пълнозърнести продукти и обикновено се предлагат в магазини за природни храни.
- Див ориз (представители на род Zizania) – отглежда се на малки площи в Северна Америка.
- Щир – древна култура нетипичен представител на зърнено-житните култури. В миналото е бил основна храна на ацтеките, а днес е широко разпространен в Африка
- Chenopodium pallidicaule – близък представител до киноа

- Теф
- Див ориз
- Щир
- Chenopodium pallidicaule

От пшеницата са култивирани още няколко вида, които имат предимно историческо значение, а за някои от тях се наблюдава повторен възход:
- Спелта – била е основна храна в части на Близкия изток и Европа от Бронзовата епоха до Средновековието. Днес се възприема като здравословна храна, тъй като има по-висок процент на протеини от пшеницата, както и голямо количество фибри, минерали и витамини.
- Еднозърнест лимец – една от най-ранно култивираните форми пшеница. Зърна див лимец са открити в разкопки, датиращи от епипалеолита в района на Близкия изток,
- Двузърнест лимец – в епохата на мезолит-неолита двузърнестият лимец е бил широко използван като растителна храна. Рядко се култивира, главно в Южен Кавказ и Татарстан.
- Твърда пшеница (Triticum durum) – това е единственият тетраплоиден вид на пшеницата, който е култивиран. Днес се използва за производство на грис.
- Triticum turanicum – известна е като камут. Това е древен ирански вид пшеница с неизвестна история.

- Спелта
- Еднозърнест лимец
- Двузърнест лимец
- Твърда пшеница

### Страни, производителки на зърнено-житни култури
Сред най-големите страни производителки на зърнено-житни култури в световен мащаб са Китай, САЩ, Индия и Русия. Общата продукция на култури от този тип за 2009 година е над 2,4 милиарда тона в световен мащаб .
| Ранг | Страна    | Количество, t |     | Ранг         | Страна        | Количество, t |
| ---- | --------- | ------------- | --- | ------------ | ------------- | ------------- |
| 1    | Китай     | 483 679 700   | 13  | Пакистан     | 38 373 500    |               |
| 2    | САЩ       | 419 810 449   | 14  | Тайланд      | 36 280 383    |               |
| 3    | Индия     | 246 774 000   | 15  | Австралия    | 34 942 459    |               |
| 4    | Русия     | 95 079 470    | 16  | Турция       | 33 569 627    |               |
| 5    | Индонезия | 82 028 630    | 17  | Мианмар      | 31 950 000    |               |
| 6    | Бразилия  | 71 288 144    | 18  | Мексико      | 31 675 966    |               |
| 7    | Франция   | 70 040 000    | 19  | Нигерия      | 30 209 000    |               |
| 8    | Германия  | 49 748 185    | 20  | Полша        | 29 826 471    |               |
| 9    | Канада    | 49 059 300    | ... |              |               |               |
| 10   | Бангладеш | 46 812 170    | 50  | Австрия      | 5 141 838     |               |
| 11   | Украйна   | 45 406 000    | 102 | Швейцария    | 1 006 326     |               |
| 12   | Виетнам   | 43 278 900    |     | Общо в света | 2 489 301 668 |               |

## Ботаническа характеристика

### Общи морфологични характеристики
Те се отнасят към едносемеделните растения. Стъблото им се състои от различен брой възли и междувъзлия. Листата им имат различна големина, но имат подобна форма и успоредна нерватура. Характерна особеност на тези култури е, че те формират „възел на братене“ и преминават през фазата „братене“, т.е. образуване на няколко стъбла от едно растение.

### Различия
По отношение на височината на растениятаЕдна част от тях образуват посев с височина до и около 100 cm (пшеница, ечемик, овес, просо, ориз), а височината на растенията от други видове (царевица, сорго) могат да надхвърлят 200 cm.
По отношение на генеративните органиЕдна част образуват съцветие „клас“ – пшеница, ечемик, ръж, тритикале. Друга група образуват съцветие „метлица“ – овес, ориз, просо, сорго. Специфично място заема царевицата – тя образува мъжко съцветие „метлица“ и женско съцветие „кочан“.
Морфологичните особености имат връзка с технологията на отглеждане на културните растения.

## Подготовка на почвата
След предшественици, които освобождават рано полето и при наличие на достатъчно влага, се извършва оран на дълбочина 18 – 20 cm с едновременно брануване. До сеитбата в зависимост от заплевеляването площта се поддържа чиста чрез дискуване или култивиране. Последната обработка преди сеитбата се извършва на дълбочина 6 – 8 cm, за да се създаде рохкав слой с твърдо легло под него.
Когато почвата е суха и се кърти на буци, не трябва да се оре, а да се извърши няколкократно дискуване на дълбочина 10 – 12 cm. Последното дискуване трябва да бъде на 6 – 8 cm дълбочина.
След късни предшественици обикновено обработката се извършва с дискови оръдия на дълбочина 10 – 12 cm, като последната обработка е на 6 – 8 cm дълбочина. След памук, който се прибира късно, се засява обикновено твърда пшеница. Обработката на почвата се свежда до култивиране на междуредията и сеитба в недообрания памук.

## Сеитба
Сеитбата при зърнено-житните култури има определени особености и може да бъде класифицирана по няколко признака. По отношение на начина на сеитба бива:
- На слята повърхност – използва се при по-голямата част от зърнено-житните като пшеница, ечемик, тритикале, ръж, овес, просо
- Сеитба на широки междуредия – извършва се при по-високите представители царевица и сорго.

По отношение на сезона на сеитба.
- Есенна.
- Пролетна.

## Фази в развитието на зърнено-житните култури

### Покълване
Покълването представлява превръщането на спящия в семето зародиш в нарастващо растение. За осъществяването на този процес са от значение няколко фактора – почвена влага, температура и наличие на въздух. Зърното е нужно да поеме известно количество вода за да започнат растежните процеси в него. Обикновено поетото количество се равнява на 25 до 60% от теглото му и зависи от вида на растението. Така семето повишава обема си като процеса е известен като набъбване. Почвената температура е друг съществен фактор нужен за покълване. Обикновено тя трябва да надвишава 1 – 13 °C. Ниската и високата влага потискат кълняемостта като при понижаването и се намалява теглото на зърното и намалява силата на поникналото растение. Високата влага е причина в почвата да се развият прекомерно бактерии и плесени, които да нарушат процеса. При оптимална влага и температура от 10 – 12 °C покълването се осъществява за около 5 дни, а при температура 20 – 25 °C – за 2 – 3 дни. Третият фактор е наличието на въздух в почвата. Установено е, че ниското количество на кислорода забавя значително покълването. Процесът на покълване се счита за приключил, когато се покаже колеоптилът и същевременно централният първичен корен достигне на дължина половината от дължината на зърното.

### Поникване
Житното растение е поникнало, когато колеоптилът се е удължил 0,5 – 1 cm над повърхността на почвата и на върха му се показва първият зелен лист.

### Трети лист
Фазата наречена трети лист настъпва, когато третият лист достигне дължина 1 – 1,5 см. През периода от поникването до появата на третия лист се разрастват заложените през ембрионалния период части на растението. Това са подземните междувъзлия, корените и листата. Хипокотилът се удължава, на второто и дори на третото и четвъртото междувъзлие и така възелът на братенето се изнася към повърхността на почвата. При овеса, царевицата, просо, метлата и ориза хипокотилът се удължава при, докато при останалите житни получава окончателната си дължина през ембрионалния период. От дължината на подземните междувъзлия зависи положението на възела на братенето в почвата. От положението на възела на братенето зависят различни които са в пряка връзка с продуктивността. Колкото по-дълбоко е заложен той, толкова по-интензивно протича братенето. Дълбочината на залагане определя и възможността на растението да презимува, то е и по-устойчиво към полягане, изтегляме и нападение от болести и неприятели.

### Братене
Фазата на братене започва с показването на първия брат под колеоптила или влагалището на първия зелен лист. Представлява разрастване на страничните пъпки на централното стъбло. При сеитба извършена навреме и нормални метеорологични условия през есента при зимните житни се разрастват 2 – 3 братя, които са заложени още през ембрионалния период. Броят на братята при житните растения зависи от братимата им сила и зависи от много фактори. Такива могат да бъдат естеството на растението, положението на възела на братенето в почвата, броя на растенията на единица площ, торене, състоянието на влагата, температура, осветление. Така се постига възможност за получаване на посев с оптимална гъстота на стъблата. Това е от особено значение при посевите от житни слята повърхност като пшеница, ръж, ечемик. През фазата на братене се осъществява и разрастването на по-голямата част от вторичните корени. Появата и израстването на всеки брат е свързана с развитието на корени, свързани с основата, а в някои случаи и с горната част на съответното междувъзлие. Успоредно с това се разрастват листата.

### Вретенене
За начало на фазата на вретенене се приема моменът, когато на централното стъбло на разстояние 1,5 – 2 cm от повърхността на почвата се очертае първият стъблен възел. През нея се разрастват надземните междувъзлия и свързаните с тях листа. Напълно се оформя и съцветието. Първото надземно междувъзлие достига дължина от 3 – 4 cm. При подходящи условия то може да достигне и 10 cm. Почти едновременно с удължаването на първото междувъзлие започва и растежът на второто. Останалите междувъзлия се удължават последователно. Последното междувъзлие се удължава дори и след като се покаже съцветието. При цъфтежа стъблото достига окончателната си дължина като най-голяма е дължината на най-горното междувъзлие.
Успоредно с разрастването на междувъзлията започва растежът и окончателното развитие на листата. В края на братенето и начало на вретененето се изгражда съцветието.

### Изкласяване
Процесът на изкласяване, наричан още и изметляване започва с показването на половината на класа или на метлицата от влагалището на най-горния лист. Поради силното нарастване на най-горното междувъзлие през тази фаза напълно оформеното съцветие се показва навън. Този процес има различна продължителност при отделните житни растения. Най-дълго изкласява ръжта, а сравнително по-кратко – ечемикът. Пшеницата заема средно положение. Високата температура и понижената влажност на въздуха действуват ускоряващо.

### Цъфтеж
Фазата на цъфтеж е моментът, когато цветчетата от средата на класа или от върха на метлицата разтворят цветните си обвивки и прашниците с напълно узрелия прашец се разпукат. Той не протича едновременно при всички цветчета на един клас или метлица. Най-напред започват да цъфтят цветчетата, които се намират малко под средата на класа. При житните със съцветие метлица този процес започва от върха на съцветието и продължава надолу към основата. Продължителността на цъфтежа е различна при отделните видове. Най-бързо протича при ечемика, а най-бавно – при ръжта. Климатични фактори като сухо и топло време могат да ускорят цъфтежа. При неправилно протичане на тази фаза голяма част от цветовете не се оплождат и съцветието остава с малък брой зърна. Тази фаза е определяща за структурата на добива.

### Наливане и узряване
След оплождането в семепъпката настъпват морфолого-анатомични и химични изменения. При него се изгражда същинското зърно. През първите 20 дни се наблюдава най-силно увеличаване на сухото вещество. Върху нарастването на зърното и състава му влияние оказват температурата, влагата и храненето на растението.

## Устройство на зърното
Зърното при житните зърнени култури е изградено от следните компоненти:
- Обвивка – съставена е от 2 слоя:
  - Външна (плодова);
  - Вътрешна (семенна);

В семенната обвивка се съдържат пигментни вещества, които определят цвета на зърното. В обвивките са концентрирани повечето минерални вещества и витамини (основно Витамин В). Обвивките са трудносмилаеми и тази им особеност намалява хранителната им стойност. При обработката на зърното стремежът на преработвателя е те да се отстранят. Някои от видовете зърна имат сламеста обвивка, която е изградена почти напълно от целулоза и няма хранителна стойност. Общото съдържание на обвивки в житните зърнени храни е 5 – 14%.
- Алейронов слой – разположен е непосредствено под обвивката като постепенно изтънява навътре към към зародиша. Изграден е от дебелостенни клетки и е богат на целулоза, минерални вещества и мазнини. При преработката на зърното този слой също се отстранява. Относителният му дял спрямо общата маса на зърното е 6 – 11%.
- Ендосперм. Този слой заема цялата централна част на зърното. Изграден е от тънкостенни клетки, които са изпълнени с нишестени зърна и белтъчини. Ендоспермът съдържа основните хранителни вещества на зърното. Относителният му дял спрямо общата маса на зърното е 75 – 84%.
- Зародиш. Намира се в централната част на зърното, непосредствено под ендосперма. Състои се от зародишно коренче и зародишна пъпка. Зародишът е много богат на хранителни вещества – мазнини 25%, витамини, минерални вещества. При обработка на зърното зародишите се отстраняват. Причина за това е, че са богати на мазнини и ако същите попаднат в брашното могат да доведат до неговото гранясване. Относителният дял, спрямо общата маса на зърното е 3 – 14%. При царевичните зърна зародишният слой достига до 15 – 17%.